# Trouble – Norwegian Live EP
Trouble – Norwegian Live EP é um EP ao vivo lançado pela banda inglesa Coldplay em 2001. O álbum consiste em cinco faixas gravadas pela banda no Rockefeller Music Hall em Oslo, Noruega.

## Lista de faixas
| N.º | Título                                                      | Duração |  |
| 1.  | "Trouble" (ao vivo no Rockefeller Music Hall)               | 4:35    |  |
| 2.  | "Shiver" (ao vivo no Rockefeller Music Hall)                | 5:43    |  |
| 3.  | "Sparks" (ao vivo no Rockefeller Music Hall)                | 3:53    |  |
| 4.  | "Yellow" (ao vivo no Rockefeller Music Hall)                | 5:01    |  |
| 5.  | "Everything's Not Lost" (ao vivo no Rockefeller Music Hall) | 6:07    |  |